# DB Cargo
DB Cargo AG – niemiecki przewoźnik kolejowy, świadczący usługi w zakresie kolejowych przewozów towarowych.
Jest spółką zależną posiadaną w 100% przez niemieckie przedsiębiorstwo kolejowe Deutsche Bahn AG („DB AG”), będące w całości własnością państwa. DB Cargo jest właścicielem wielu spółek prowadzących przewozy towarowe poza granicami Niemiec w tym DB Cargo Polska